# Western (film, 1997)
Pour le genre cinématographique, voir Western. Pour les autres significations, voir Western (homonymie).
Pour plus de détails, voir Fiche technique et Distribution.
Western est un film français réalisé par Manuel Poirier, sorti le 27 août 1997.

## Synopsis
Un homme prend un autostoppeur qui ne tarde pas à lui voler sa voiture. Il est conduit au commissariat par une femme dont il tombe très rapidement amoureux. À la demande de cette dernière, ils conviennent de rester trois semaines sans se voir pour tester leur amour. Dans l'intervalle, il erre au gré des rencontres sur les routes de Bretagne en compagnie de son voleur qu'il a recroisé...

## Scène
Une scène est restée célèbre avec le jeu « Bonjour la France » joué à la terrasse d’un café.

## Fiche technique
- Titre : Western
- Réalisation : Manuel Poirier
- Scénario : Jean-François Goyet et Manuel Poirier
- Production : Maurice Bernart et Michel Saint-Jean
- Musique : Bernardo Sandoval
- Photographie : Nara Keo Kosal
- Montage : Yann Dedet
- Décors : Roland Mabille
- Costumes : Sophie Dwernicki
- Pays d'origine :  France
- Langue de tournage : français
- Format : couleurs
- Genre : comédie
- Durée : 124 minutes
- Date de sortie : 27 août 1997

## Distribution
- Sergi López : Paco Cazale
- Sacha Bourdo : Nino
- Élisabeth Vitali : Marinette
- Marie Matheron : Nathalie
- Serge Riaboukine : chauffeur
- Catherine Riaux : L'amie de Guenaelle
- Jean-Jacques Vanier : Dr. Yvon Le Marrec
- Marilyne Canto : Marilyne

## Distinctions
- César de la meilleure musique pour Bernardo Sandoval.
- Prix du Jury au Festival de Cannes 1997